# Société des droits de l'homme
Ne doit pas être confondu avec Société des droits de l'homme et du citoyen.
La Société des droits de l'homme (SDH) est une association républicaine, à tendance jacobine, importante sous la monarchie de Juillet (1830-1848). Formée dès 1830, elle s'est développée à partir de 1832 à la suite de la disparition de l'autre grande association républicaine : la Société des amis du peuple, consécutive à l'échec de la tentative d'insurrection républicaine à Paris en juin 1832.

## Organisation
La SDH est organisée sur le modèle des ventes de la Charbonnerie en petites sections de moins de vingt membres, portant des noms évoquant la tradition jacobine : Robespierre, Marat, Babeuf, Louvel, Vingt-et-un janvier, Guerre aux châteaux...
À Paris, elle compte 170 sections et environ 3 000 membres. Elle étend son réseau en province et compterait au total, selon la police de l'époque, environ 4 000 adhérents.
La division en sections de moins de 20 membres lui permet d'échapper à la loi qui exige une autorisation pour les sociétés de plus de 20 membres (cette loi sera modifiée en février 1834).
La SDH dispose d'un organe de presse, La Tribune des départements d'Armand Marrast, qui adopte un ton extrêmement violent, souvent proche de l'insulte, vis-à-vis de Louis-Philippe et de son gouvernement.

## Composition et idées
Le comité directeur de la SDH comprend des députés d'extrême-gauche comme Audry de Puyraveau ou Voyer d'Argenson, et de jeunes militants républicains comme Godefroy Cavaignac, Joseph Sobrier ou Joseph Guinard.
Les étudiants forment au départ la majorité des membres de la SDH, mais rapidement ce sont les ouvriers qui deviennent majoritaires. À l'origine, elle regroupait des républicains modérés et extrémistes.
Mais très vite, les extrémistes l'emportent et font publier le Manifeste de la Société des droits de l'homme dans le journal La Tribune le 23 octobre 1833. Ils réclament une république à la fois jacobine (pouvoir absolu de l'État dans les domaines politique, économique et éducatif ; stricte laïcité) et sociale (stricte limitation de la propriété privée ; étatisation et planification de l'économie ; impôt progressif et non plus proportionnel), et la méthode qu'ils choisissent pour y aboutir est l'insurrection.

## Conséquences sur l'action républicaine
Le choix de l'action violente provoque la peur de la bourgeoisie, ce qui la soude avec le pouvoir et entraîne la défaite des républicains aux élections de 1834. Il faut attendre les années 1840 pour voir le retour d'un mouvement républicain important, et 1848 pour que l'exigence d'une république sociale se manifeste avec vigueur [réf. nécessaire].